# Glenfield (Royaume-Uni)
Pour les articles homonymes, voir Glenfield.
Glenfield est une ville du Leicestershire dans le district de Blaby.

## Géographie
Elle fait partie de la banlieue de Leicester, se situant au nord-ouest de celle-ci, à la jonction des autoroutes 21A et M1.

## Personnalités liées à la commune
- L'explorateur Charles Throsby y est né.
- Les footballeurs David Nugent et Chris Wood y ont habité.